# (464416) 2016 BL24
(464416) 2016 BL24 es un asteroide perteneciente al cinturón de asteroides, descubierto el 8 de marzo de 2005 por el equipo Spacewatch desde el Observatorio Nacional de Kitt Peak (Arizona, Estados Unidos).